# Церква Богоявлення Господнього (Дубляни)
Церква Богоявлення Господнього — дерев'яна греко-католицька церква у смт. Дубляни на Самбірщині. Пам'ятка архітектури місцевого значення, охоронний номер: 2061-М. Парафія належить до Дублянського деканату, Самбірсько-Дрогобицької Єпархії УГКЦ.

## Історія
Відомо що в Дублянах вже існувала парафіяльна церква у 1507 році. Ця церква згоріла у 1624 році під час татарської навали. У 1660 році була збудована нова дерев'яна церква, яка у 1693 році отримала привілей від польського короля Яна ІІІ Собєського.
У 1860 — 1863 роках замість неї зведено теперішню дерев'яну церкву, за пароха Василя Грабовського. Церкву збудовано при значній допомозі пана Целестина Созанського, нащадка колишнього власника сусіднього села Корналовичі — Адама Созанського, якого австрійський уряд призначив покровителем місцевого храму з тим, щоб цієї функції дотримувалися всі його наступники.
За пароха Михайла Міцкевича, у 1891 році, церкву було реконструйовано — подовжено та накрито бляхою. Наступний ремонт був 1889 року, потім відновлювали у 1970 році. Оновлену церкву освячено на свято Святого пророка Іллі, за участі єпископа Костянтина (Чеховича) у 1900 році. 
Під час пожежі у Дублянах 31 травня 1911 року — церква мало не згоріла. Тоді в селі вогнем було спалено 283 будівлі, у тому числі церковну дзвіницю та плебанію священника Юліана Плятека. Дана частина селища і до сьогодні носить у народі назву Погорілиськом. Незаперечним фактом зцілення церкви від пожежі стала церковна процесія під керівництвом священника Юліана Плятека. Миряни настільки щиро молились, що стих вітер та вогонь сам по собі почав стихати.
З 1926 року на парафії правив о. Полянський Микола (нар.1873). Парафія входила тоді до Лучанського деканату Перемишльської єпархї УГКЦ.
У часи Другої світової війни німецькою владою було безповоротно забрано з дзвіниці два дзвони. В 1946 році після закриття місцевої римо-католицької парафії і виїзду польського населення до Польщі, з костелу (тепер не існує) було знято та перенесено до церкви дзвін. Передали до церкви вівтар пречистої Діви Марії (Милосердної).
З того часу у храмі знаходиться два вівтарі присвячені Богородиці. 
У 1946 році, після Львівського псевдособору церква перейшла у лоно Московської православної церкви. 
1990 року, за священика Тараса Федоровича, парафія повернулася у лоно Української греко-католицької церкви.

## Архітектура
Церква дерев'яна, тризрубна, завершена над навою широким восьмериком, накритим великою банею з ліхтарем і маківкою. 
До вівтаря з північного боку прибудована ризниця. По периметру будівлю оточує широке піддашшя, об'єднане з покриттям ризниці та головного входу. Після ремонту замінили покриття дахів, стіни восьмерика помалювали або оббили вагонкою.